# Max Wright
George "Max" Wright (Detroit (Michigan), 2 augustus 1943 – Hermosa Beach, 26 juni 2019) was een Amerikaans acteur.

## Loopbaan
Wright werd vooral bekend als Willie Tanner in de televisieserie Alf. In de eerste twee seizoenen van Friends had hij de rol van Terry, de manager van koffiehuis Central Perk. In 2007 was hij te zien in een reclame voor Lear Financial (Gold Coins). 

## Privéleven
Sinds 1965 was Wright getrouwd met Linda Wright; ze hadden een zoon en een dochter. Zijn vrouw overleed in 2017. Na haar dood had hij een relatie met een Duitse verpleger. Wright leed sinds 1995 aan lymfeklierkanker. In 2019 stierf hij op 75-jarige leeftijd aan deze ziekte.
Wright werd in 2000 aangehouden voor rijden onder invloed. Hij veroorzaakte een ongeluk in Hollywood, maar er vielen geen gewonden. In september 2003 werd hij wederom aangehouden voor rijden onder invloed. Op weg naar zijn dochter botste hij tegen enkele brievenbussen en een verkeersbord. Hij kreeg daarop een rijverbod voor 6 maanden in de staat New York.

## Filmografie
- In Fashion (Televisiefilm, 1974) - Etienne
- Red Alert (Televisiefilm, 1977) - Rol onbekend
- Last Embrace (1979) - Tweede forens
- All That Jazz (1979) - Joshua Penn
- Simon (1980) - Leon Hundertwasser
- Playing for Time (Televisiefilm, 1980) - Dr. Mengele
- For Ladies Only (Televisiefilm, 1981) - Shakespeareregisseur
- Reds (1981) - Floyd Dell
- Hart to Hart Televisieserie - Dr. Robert Chase (Afl., Hart of Diamonds, 1982)
- Dangerous Company (Televisiefilm, 1982) - Dr. Boone
- WKRP in Cincinnati Televisieserie - Frank Bartman (Afl., Circumstantial Evidence, 1982|Pills, 1982)
- Taxi Televisieserie - Mr. Ambrose (Afl., The Road Not Taken: Part 2, 1982)
- The Sting II (1983) - Opnameleider
- Tales from the Darkside Televisieserie - Mr. Bundle (Afl., Trick or Treat (Pilot), 1983)
- Buffalo Bill Televisieserie - Karl Shub (Afl., The Tap Dancer, 1984|Company Ink, 1984|Jerry Lewis Week, 1984)
- After MASH Televisieserie - Rol onbekend (Afl., Less Miserables, 1984)
- The Boy Who Loved Trolls (Televisiefilm, 1984) - Secretaris
- E/R Televisieserie - Marvin Brock (Afl., Mr. Fix-It, 1984)
- Scandal Street (Televisiefilm, 1985) - Stan Clark
- Code Name: Foxfire (Televisiefilm, 1985) - Rol onbekend
- Benson Televisieserie - Bernard (Afl., Midlife Cowboy, 1985)
- Fraternity Vacation (1985) - Millard Tvedt
- Misfits of Science Televisieserie - Dick Stetmeyer (Afl., Three Days of the Blender, 1985)
- Konrad (Televisiefilm, 1985) - Dr. Al Monford
- Cheers Televisieserie - Jim Fleener (Afl., Strange Bedfellows: Part 1 & 2, 1986)
- Liberty (Televisiefilm, 1986) - Alexandre Gustave Eiffel
- Touch and Go (1986) - Lester
- Soul Man (1986) - Dr. Aronson
- Faerie Tale Theatre Televisieserie - Prince Heinrick (Afl., The Dancing Princesses, 1987)
- Going to the Chapel (1988) - Howard Haldane
- ALF Televisieserie - Willie Tanner (102 afl., 1986-1990)
- Murder, She Wrote Televisieserie - Gerald Velverton (Afl., The Taxman Cometh, 1991)
- Ghostwriter Televisieserie - Mr. Brinker (Afl., Who Burned Mr. Brinker's Story?: Part 1, 1992)
- Quantum Leap Televisieserie - Doc Kinman (Afl., Trilogy: Part 1 (One Little Heart) - August 8, 1955, 1992)
- The Powers That Be Televisieserie - Justice Reynolds (Afl., Sophie's Big Decision, 1992)
- Dudley Televisieserie - Paul (1993)
- Murphy Brown Televisieserie - Marshall Corwin (Afl., All the Life That's Fit to Print, 1993)
- Roc Televisieserie - Mr. Cole (Afl., Shove It Up Your Aspirin, 1993)
- Monty Televisieserie - Wild, Wild Willy (Afl., Wild, Wild Willy and His O.K. Corral, 1994)
- The Stand (Mini-serie, 1994) - Dr. Herbert Denninger
- White Mile (Televisiefilm, 1994) - Bill Spencer
- The Shadow (1994) - Berger, Museum of National History
- A Mother's Gift (Televisiefilm, 1995) - Herman Mandelbrot
- Friends Televisieserie - Terry (Afl., The One Where Underdog Gets Away, 1994|The One with the Baby on the Bus, 1995)
- Grumpier Old Men (1995) - County Health Inspector
- The John Larroquette Show Televisieserie - Bisschop (Afl., Some Call Them Beasts, 1996)
- Early Edition Televisieserie - Burgemeester Mike Garfield (Afl., Thief Swipes Mayor's Dog, 1996)
- High Incident Televisieserie - rol onbekend (Afl., Change Partners, 1996)
- Dead by Midnight (Televisiefilm, 1997) - Dr. Jonas Reilly
- From the Earth to the Moon (Mini-serie, 1998) - Guenter Wendt
- Twelfth Night, or What You Will (Televisiefilm, 1998) - Sir Andrew Ahuecheek
- Mad About You Televisieserie - Man in lift (Afl., Season Opener, 1998)
- A Midsummers Night's Dream (1999) - Robin Starveling
- Snow Falling on Cedars (1999) - Horace Whaley
- The Drew Carey Show Televisieserie - Drew's maag (Afl., Drew's Stomachache, 1999)
- The Norm Show Televisieserie - Max Denby (1999-2001)
- Easter (2002) - Zaddock Pratt
- A Minute with Stan Hooper Televisieserie - De burgemeester (Afl., Stan Hooper Goes to Washington, 2003)
- Back to Norm (Televisiefilm, 2005) - Norm's oom

- Bibliothèque nationale de France: cb14240192n (data)
- Gemeinsame Normdatei: 1189372142
- International Standard Name Identifier: 0000 0004 4782 4744
- Library of Congress Control Number: nr00032768
- Système universitaire de documentation: 248922971
- Virtual International Authority File: 315534466
- WorldCat: E39PBJvMDbFr4k8G7FfH6tbKh3